# Szerokość heliograficzna
Szerokość heliograficzna – jedna ze współrzędnych na globusie słonecznym określonych podobnie jak na globusie ziemskim, o zakresie zmian takim jak współrzędnych geograficznych. Szerokość zerowa nazywana jest równikiem słonecznym, zaś szerokości 90 stopni – biegunami słonecznymi. Współrzędne heliograficzne stosowane są w opisie zmian położenia plam słonecznych.